# تارترونیک اسید
تارترونیک اسید (به انگلیسی: Tartronic acid) با فرمول شیمیایی C۳H۴O۵ یک دیکربوکسیلیک اسید با شناسه پاب‌کم ۴۵ است که جرم مولی آن ۱۲۰٫۰۶ g/mol می‌باشد. 